# Reno (comté de Lamar, Texas)
Pour les articles homonymes, voir Reno.
Reno est une ville située au centre du comté de Lamar , au Texas, aux États-Unis,. La ville de Reno est en banlieue de la ville de Paris.

## Démographie
Lors du recensement de 2010, la ville comptait une population de 3 166 habitants. Elle est estimée, en 2015, à 3 281 habitants.

### Source de la traduction
- (en) Cet article est partiellement ou en totalité issu de l’article de Wikipédia en anglais intitulé « Reno, Lamar County, Texas » (voir la liste des auteurs).